# Ernest E. Evans
Ernest Edwin Evans ( 1908-1944) fue un oficial de la Marina de los Estados Unidos poseedor (póstumo) de la Medalla de Honor y la condecoración Corazón Púrpura por su valentía y arrojo al mando de su unidad en el contexto de la batalla del Golfo de Leyte (Batalla del Mar de Samar) ocurrida en el Frente del Pacífico durante la Segunda Guerra Mundial.

## Biografía
Ernest E. Evans nació en Pawnee, Oklahoma en 1908, su familia era de ascendencia amerindia (cherokee - creek). Ingresó a la Academia Naval de Annapolis en 1926 graduándose como alférez en 1931. Adicionalmente, Evans obtuvo una licenciatura en ciencias.
En el periodo 1931-1939 sirvió en las estaciones navales de San Diego y Pensacola y posteriormente sirvió a bordo de los destructores; USS Colorado, USS Roper, USS Rathburne y USS Pensacola. Se especializó como oficial observador de artillería antiaérea y sirvió a bordo de varios destructores hasta 1940.
Recibió su primer mando, el USS Alden el 9 de agosto de 1941 y fue destinado a las Indias Orientales. Cuando ocurrió el ataque japonés a Pearl Harbor en diciembre de ese año, Evans estaba en esas latitudes y permaneció hasta el 7 de julio de 1943.
En julio de 1943 se le dio el mando del destructor Clase Fletcher, USS Johnston en fase de equipamiento en Tacoma Shipbuilding Corporation en Seattle, y lo llevó a comisionamiento el 23 de octubre de ese año.
Al arengar a su tripulación el día de su comisionamiento dijo una frase profética:

-"Este es un barco de guerra y tengo la intención de ir a enfrentar el peligro, y cualquiera que no este de acuerdo puede irse ahora"-

Evans y su unidad participaron en la Campaña de las Islas Gilbert y Marshall realizando varios bombardeos de ablandamiento en islas fortificadas previo al establecimiento de cabezas de playa.
El 16 de mayo de 1944 su unidad al mando junto al USS Franks y el USS Haggard emboscaron y hundieron al escurridizo submarino japonés I-176 frente a la isla de Buka el cual había entregado suministros, la persistencia de Evans en asediar con cargas de profundidad contribuyeron a lograr con el objetivo. Esta acción le valió a Evans la Estrella de Bronce.
Evans participó en la Campaña de Guam y realizó cañoneos a la isla para ablandamiento de defensas, luego, el 12 de octubre fue destinado como parte de la escolta antiaérea de la fuerza de tareas Taffy 3 (Task Force 77.7.3) que incluía la 16.ª grupo de portaviones auxiliares en el Golfo de Leyte junto con los destructores; USS Hoel, USS Samuel B. Roberts y el USS Heermann.

### Batalla de Samar

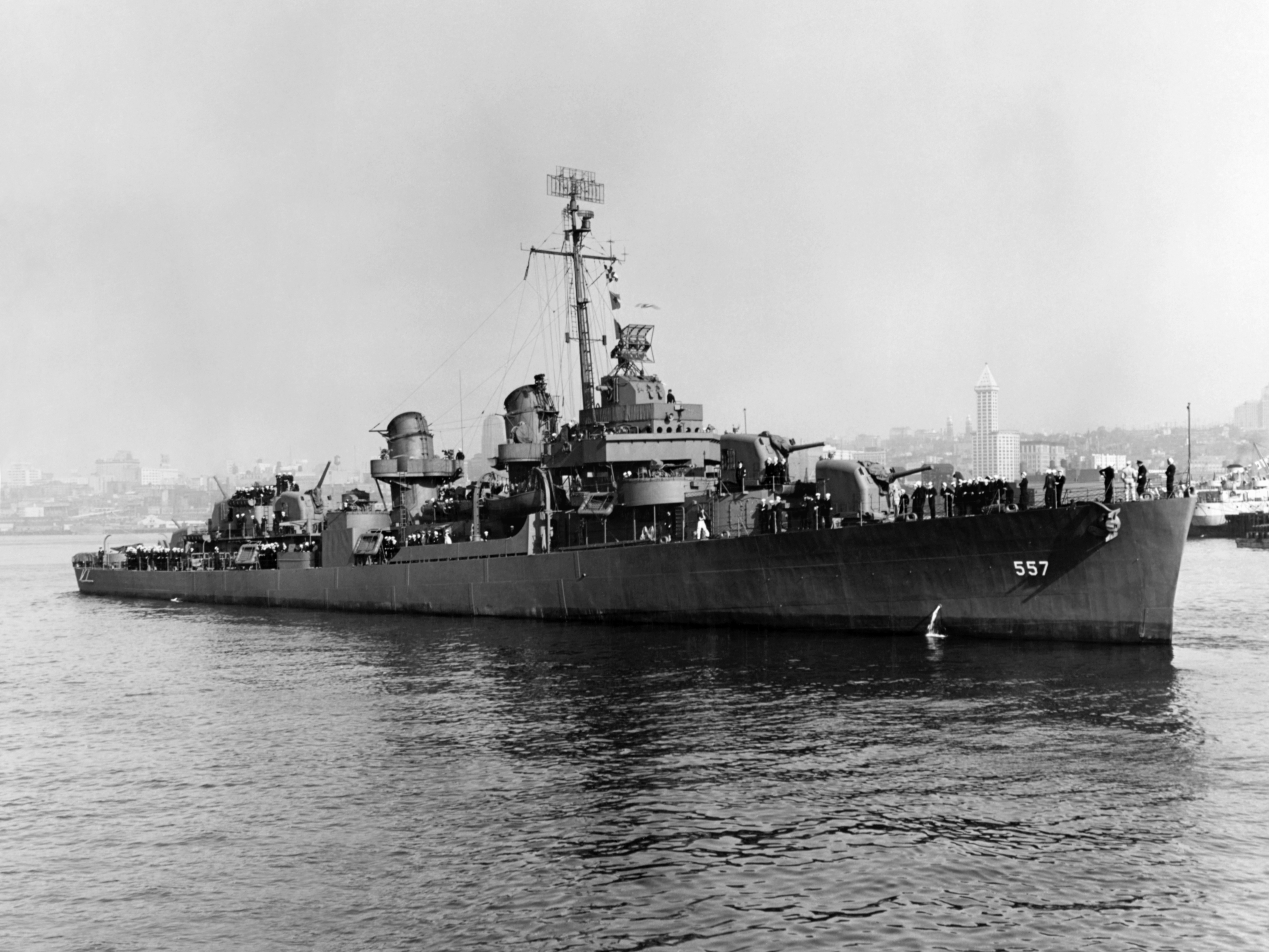
USS Johnston (DD-557)

En la madrugada del 25 de octubre de 1944, una poderosa fuerza de acorazados, cruceros pesados y destructores nipones se colaron a través del estrecho de San Bernardino justo cuando el almirante William F. Halsey y su flota estaban a la caza de las fuerzas distractoras de Jisaburō Ozawa al norte de Luzón.
La poderosa fuerza compuesta por el acorazado Yamato abrió fuego desde 35 km asistido por aviones de observación, sus salvas alcanzaron al portaviones auxiliar USS Gambier Bay a eso de las 8:00; le antecedían el Kongō, el Nagato, el Haruna, los cruceros pesados; Chikuma, Kumano y Suzuya y el Chōkai comandados por el almirante Takeo Kurita.
Evans y su buque era el primero en la línea defensiva y el más próximo a la poderosa fuerza japonesa. A bordo del USS Johnston ordenó zafarrancho de combate y rompió la línea defensiva enfrentándose con la primera línea enemiga distante a 15 km. El resto de los destructores de escolta imitaron la iniciativa de Evans y lo siguieron en su estela.
Evans tendió una cortina de humo para encubrir a los portaaviones, mientras se acercaban los cruceros japoneses y estos no dieron importancia al USS Johnston el cual se acercó de vuelta encontrada a las líneas japonesas entablando un desigual combate.
El USS Johnston y las demás unidades iniciaron un ataque torpedero que hizo que las grandes unidades japonesas rompieran su rumbo para "peinar" los torpedos y eso hizo retrasar el ímpetu del ataque japonés. Sin embargo, el USS Johnston quedó expuesto a los cruceros pesados japoneses y Evans ordenó un sostenido cañoneo a quemarropa contra el crucero más cercano que le rebasaba.
El USS Johnston logró dañar gravemente al crucero japonés Kumano desgajando su proa por impacto de torpedo, pero fue ahorquillado y cañoneado por el acorazado Kongō deshabilitando casi toda su artillería, perdiendo el gobierno y quedando sin comunicaciones, aún en estas condiciones Evans logró impactar a la pasada al crucero japonés Suzuya. El USS Johnston quedó al garete.
El USS Johnston fue finalmente rematado por los destructores japoneses cuando Kurita ordenó el retorno de sus fuerzas. Evans pereció junto a 327 tripulantes y se hundió con su barco; tan solo 141 de sus hombres sobrevivieron después de estar 24 horas en el agua.

### Honores póstumos
Ernest Evans recibió póstumamente la Medalla de Honor del Congreso. Un destructor de escolta fue nombrado en su honor, el USS Evans (DE-1093) botado en 1955 y dado de baja en 1968.
La citación para otorgamiento de Medalla de honor tuvo el siguiente argumento:

-""Por valentía evidente e intrepidez a riesgo de su vida por encima y más allá de su deber como Comandante del USS Johnston, en acción contra las principales unidades de la Flota japonesa enemiga durante la Batalla de Samar el 25 de octubre de 1944. Fue el primero para tender una cortina de humo y abrir fuego cuando una enemiga inmensamente superior en número, potencia de fuego y blindaje se acercó rápidamente, el comandante Evans desvió valientemente el fuego enemigo de los portaviones y buques ligeros bajo su protección, lanzando el primer torpedo y atacar cuando el USS Johnston cayó bajo el fuego japonés. 
Sin inmutarse por el daño sufrido bajo el terrible volumen de fuego, sin vacilar se unió a otros de su grupo para proporcionar apoyo de fuego durante los subsiguientes ataques de torpedos contra los japoneses y superar y hacer maniobrar al enemigo. Su buque se colocó entre las unidades hostiles de la flota y nuestros portaviones a pesar de la pérdida paralizante de la potencia del motor y comunicaciones, gritaron órdenes a través de una escotilla abierta a hombres que giraban el timón a mano y luchaban furiosamente hasta que el USS Johnston ardía y temblaba por un golpe mortal, yacía muerto en el agua después de tres horas de feroz combate. Gravemente herido al principio del combate, el comandante Evans, con su coraje indomable y brillantes habilidades profesionales, ayudó materialmente a rechazar al enemigo durante una fase crítica de la acción. Su valiente espíritu de lucha a lo largo de esta batalla histórica perdurará como una inspiración para todos los que sirvieron con él ".
Citación para Medalla de Honor 